# Pontischer Adler

Pontischer Adler

Der Pontische Adler ist ein historisches und kulturelles Symbol, das insbesondere mit dem antiken Königreich Pontos am Schwarzen Meer sowie später mit der Republik Pontos und der byzantinischen Tradition verbunden ist. 

## Ursprung und Geschichte

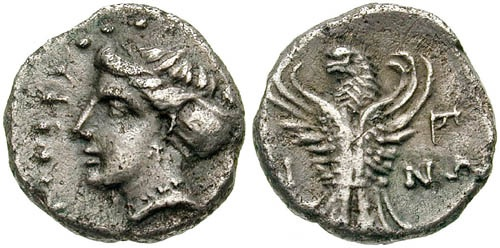
Pontische Münze aus Sinope mit der Abbildung des Pontischen Adlers (4. Jhd. v. Chr.).

Das Symbol des Adlers ist im Gebiet des Pontos, an der Südküste des Schwarzen Meeres, bereits seit mindestens 200 v. Chr. nachweisbar. Ein Adler mit ausgebreiteten Flügeln, der über seine linke Schulter blickt, entstand auch in der Form des Doppeladlers als Symbol in Mesopotamien und wurde durch assyrische Händler nach Anatolien gebracht. Später wurde er von den Hethitern, Armeniern und Persern verwendet. Die Hethiter nutzten in ihrer Ikonografie ebenfalls den einköpfigen Adler. 
Auf antiken Münzen des Königreichs Pontos, insbesondere aus der bedeutenden Hafenstadt Sinope, erscheint der Adler als Hoheitszeichen. Auch in anderen Regionen des Schwarzmeerraums, etwa in Olbia (heute Ukraine) und auf der Taman-Halbinsel, wurden Adlerdarstellungen auf Münzen und in Grabhügeln gefunden, die bis ins 4. Jahrhundert v. Chr. zurückreichen. 
Im Mittelalter wurde der Adler, insbesondere in seiner doppelköpfigen Form, von der Dynastie der Komnenen als Herrschersymbol des Kaiserreichs Trapezunt übernommen. Auf Roben von Kaiser Manuel I. Komnenos in der Hagia Sophia von Trabzon sind Reihen von ein- und doppelköpfigen Adlern abgebildet. Auch auf Wandmalereien in der zerstörten St.-Gregor-von-Nyssa-Kathedrale in Trabzon wurden Kaiser und Kaiserin mit Adler-Symbolen auf ihrer Kleidung dargestellt. Im 13. Jahrhundert schmückten Adlerfiguren die Architektur von Trabzon.

## Verwendung in der Heraldik und auf Münzen

Pontische Flagge

Bereits im antiken Königreich Pontos war der Adler ein zentrales Element auf Münzen, insbesondere als Zeichen der königlichen Autorität aus Sinope. Im Mittelalter fand als Doppeladler Eingang in die Heraldik des Kaiserreichs Trapezunt. Der Doppeladler wurde später zu einem wichtigen dynastischen und religiösen Symbol im gesamten byzantinischen und orthodoxen Raum. Seine Darstellung steht für die Einheit von weltlicher und geistlicher Macht und wurde in vielen Regionen Kleinasiens und Osteuropas übernommen. Im Kontext des Pontos symbolisiert der Adler die Stärke und den Überlebenswillen der Pontosgriechen sowie ihre Verbindung zur antiken und byzantinischen Tradition.

## Der Pontische Adler in der Neuzeit

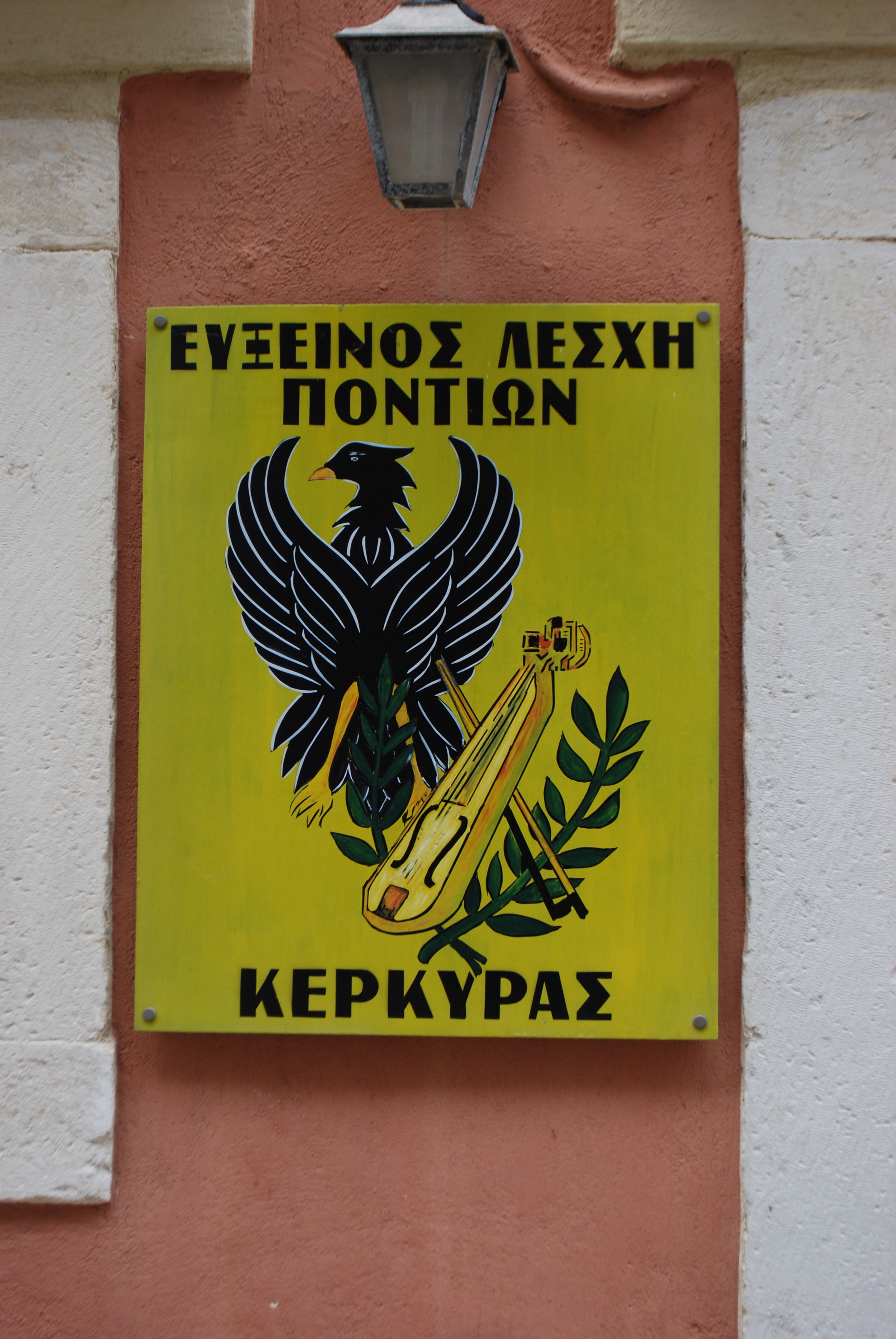
Pontinischer Adler und pontische Lyra auf dem Schild des Euxeinos Leschi Pontion (Pontinischer Verein auf Korfu)

Während des Ersten Weltkriegs und im Zuge der politischen Umbrüche nach 1917 wurdete ist der Pontische Adler ein identitätsstiftendes Symbol für die Nachfahren der Pontosgriechen weltweit. Er wird in Vereinen, auf Fahnen und bei kulturellen Veranstaltungen verwendet. Seit den 1920er Jahren verwenden viele pontische Organisationen den Pontischen Adler als Symbol. Die Zeitschrift Archeion Pontou führt ihn seit ihrer Gründung, ebenso wie Pontiaki Estia in den 1950er Jahren. Weit verbreitet ist eine gelbe Flagge mit einem schwarzen Pontischen Adler. Viele Vereine weltweit, etwa die Komninoi Pontian Society (USA), die Vityazevo Greek Society (Russland) und die Pontian Brotherhood of South Australia, nutzen diese Flagge. Bei religiösen Festen, etwa der Prozession zur Mariä Himmelfahrt in Nordgriechenland, wird das Symbol des Pontischen Adlers auf Ikonen und Standarten verwendet. 